# Diapontia uruguayensis
Diapontia uruguayensis är en spindelart som beskrevs av Eugen von Keyserling 1877. Diapontia uruguayensis ingår i släktet Diapontia och familjen vargspindlar. Inga underarter finns listade i Catalogue of Life.